# Nationalliga A (Eishockey) 1941/42
Die Saison 1941/1942 war die vierte reguläre Austragung der Nationalliga A, der höchsten Schweizer Spielklasse im Eishockey. Der HC Davos wurde nach sechs Spieltagen Schweizer Meister.

## Modus
Jede der sieben Mannschaften spielte einmal gegen jeden Gruppengegner, wodurch die Gesamtanzahl der Spiele pro Mannschaft sechs betrug. Meister wurde der Gewinner der Hauptrunde. Für einen Sieg erhielt jede Mannschaft zwei Punkte, bei einem Unentschieden einen Punkt. Bei einer Niederlage erhielt man keine Punkte.

## Abschlusstabelle
| Pl. | Team                | Sp. | S | U | N | Tore  | Pkt. |
| --- | ------------------- | --- | - | - | - | ----- | ---- |
| 1.  | HC Davos            | 6   | 6 | 0 | 0 | 42:5  | 12   |
| 2.  | Zürcher SC          | 6   | 4 | 1 | 1 | 14:8  | 9    |
| 3.  | Montchoisi Lausanne | 6   | 4 | 0 | 2 | 17:17 | 8    |
| 4.  | EHC Arosa           | 6   | 3 | 0 | 3 | 19:22 | 6    |
| 5.  | SC Bern             | 6   | 2 | 1 | 3 | 16:13 | 5    |
| 6.  | EHC Basel-Rotweiss  | 6   | 0 | 1 | 5 | 10:27 | 1    |
| 7.  | Grasshopper-Club    | 6   | 0 | 1 | 5 | 5:31  | 1    |

Der HC Davos dominierte die Liga mit sechs Siegen in sechs Spielen bei einem Torverhältnis von 42:5 und gewann damit den 14. Schweizer Meistertitel der Vereinsgeschichte.